# Collide (canção de Rachel Platten)
"Collide" é uma música gravada pela cantora e compositora americana Rachel Platten para seu quarto álbum de estúdio, Waves (2017). O segundo single do album, inicialmente lançado como single promocional em 20 de outubro de 2015. Platten co-escreveu a música com busbee e Lindy Robbins. Collide é inspirada no seu marido, Kevin Lazan, com quem ela se casou em 2012.

## Histórico de lançamento
| Região | Data                  | Formato          | Gravadora | Ref.  |
| ------ | --------------------- | ---------------- | --------- | ----- |
| Vários | 20 de outubro de 2017 | Download digital | Columbia  | [ 1 ] |